# Los Hermanos García
The Brothers García (Los hermanos García en español) es una serie de televisión (sitcom), que empezó en 2000 en el canal Nickelodeon y finalizó en 2004.

## Trama
Es acerca de una familia descendiente de hispanoamericanos que viven en los San Antonio, Texas (Estados Unidos) y tienen que crecer día a día, aprendiendo diversas lecciones en los capítulos y entre un montón de enredos y malentendidos. La serie está contada por la voz en off de Larry (John Leguizamo), el menor de la familia García, ya adulto, recordando sus vivencias de preadolescente.

## Personajes
- Larry (Alvin Álvarez): está en el paso más decisivo de su vida: la preadolescencia. A esto tiene que sumarle que sus tres hermanos le hacen la vida casi imposible.
- Carlos (Jeffrey Licon): el hermano mayor, popular e inteligente.
- George (Bobby González): amante de la informática y de la computación.
- Lorena (Vaneza Leza Pitynski): la hermana mayor de Larry (por pocos segundos, ya que son mellizos)
- Sonia (Ada Maris): es la madre de la familia, trabaja en una peluquería al fondo de la casa.
- Ray (Carlos Lacamara): es el progenitor.

## Episodios
| Temporada | Temporada | Episodios | USA                   | USA                  | Canadá                | Canadá                   | España                  | España                |
| Temporada | Temporada | Episodios | Comienzo              | Final                | Comienzo              | Final                    | Comienzo                | Final                 |
| --------- | --------- | --------- | --------------------- | -------------------- | --------------------- | ------------------------ | ----------------------- | --------------------- |
|           | 1         | 7         | 23 de julio de 2000   | 8 de octubre de 2000 | 21 de febrero de 2001 | 13 de mayo de 2001       | 14 de marzo de 2001     | 14 de junio de 2001   |
|           | 2         | 13        | 21 de abril de 2001   | 4 de agosto de 2001  | 7 de octubre de 2001  | 6 de febrero de 2002     | 28 de octubre de 2001   | 24 de abril de 2002   |
|           | 3         | 15        | 10 de febrero de 2002 | 9 de junio de 2002   | 4 de junio de 2002    | 11 de septiembre de 2002 | 3 de octubre de 2002    | 7 de febrero de 2003  |
|           | 4         | 17        | 21 de junio de 2003   | 8 de agosto de 2004  | 1 de julio de 2003    | 18 de noviembre de 2003  | 3 de septiembre de 2003 | 22 de febrero de 2004 |